# 夏から夏まで
「夏から夏まで / ぜんまいじかけの噓」（なつからなつまで ぜんまいじかけのうそ）は、1985年9月21日に発売されたオフコース通算30枚目のシングル。

## 解説
「夏から夏まで」は、オリジナル・アルバムには未収録で、ベスト・アルバム『IT'S ALL RIGHT OFF COURSE SELECTION III 1984-1987』に収録されたが、エンディングの繰り返しが編集で1回少なくなっている。この曲が制作された経緯について小田は「いつ決めたかは覚えてないけど、ステージやっててね、もう一曲くらいノレる曲があってもいいんじゃないかって思ったの。そうすると、ツアーの前半に来てくれた人はその曲は聴けないけど、次のツアーに来てくれる人が楽しみにしてくれたらいいなとも思ったし。そんなことで、急だけどシングル作ったらどうだろうって、みんなに提案したのね。そしたら、メンバーもみんなやろうっていうことで」と、1985年秋のファンクラブ会報用のインタビューで答えている。レコーディングはツアーの中休みにあたる8月中に行われた。
“リズムがあって新しい感じの曲を”というテーマで小田と松尾が作ったのが「夏から夏まで」、「ぜんまいじかけの嘘」だった。レコーディングでは1985年のコンサートツアーにサポートで参加していた西平彰がキーボード・パートの大部分を担当している。両曲は、8月30日の大阪城ホールでのステージから演奏メニューに加えられた。
「ぜんまいじかけの嘘」もオリジナル・アルバム未収録曲で、ベスト・アルバム『IT'S ALL RIGHT』に収録された。作詞を担当した秋元康は歌詞について「『2度目の夏』を書いた時は、今までのオフコースの作品をかなり意識して書いたんです。でも結局、僕がそれをやっても違うんじゃないかと思って。だから『LAST NIGHT』や『ぜんまいじかけの嘘』はオフコースとはかなり違うパターンで書いたわけ」「たとえばオフコースのサウンドに特殊な楽器を取り入れてみよう、というときがあるわけで、その楽器が秋元康っていう作詞だったというだけだと思うんだ。だから、そういう風に考える様になってから、オフコースってことを全然考えないで作っている。それで、新しい面が出てきたっていわれたら、一番うれしいね」と、同じく1985年秋のファンクラブ会報用のインタビューで答えている。最後のツアーとなった“STILL a long way to go OFF COURSE CONCERT TOUR 88-89”ではこの曲の演奏時にイントロ、間奏部、エンディングの計3回、スクリーンに鉄腕アトムが水をくぐり、空を飛び回るシーンが映された。

## 収録曲

### side-A
1. 夏から夏まで
作詩[注釈 3] · 作曲：小田和正、編曲：オフコース

### side-B
1. ぜんまいじかけの嘘
作詩[注釈 3]：秋元康、作曲：松尾一彦、編曲：オフコース

## クレジット
- プロデュース：オフコース
- © 1985 Pacific Music Publishing Co., Ltd. & FAIRWAY MUSIC CO., LTD.

## リリース日一覧
| 地域 | タイトル                          | リリース日     | レーベル                        | 規格               | カタログ番号           | 備考 |
| ---- | --------------------------------- | -------------- | ------------------------------- | ------------------ | ---------------------- | --- |
| 日本 | 夏から夏まで / ぜんまいじかけの嘘 | 1985年9月21日  | FUN HOUSE                       | 7"シングルレコード | 07FA-1055              | 「夏から夏まで」「ぜんまいじかけの噓」ともオリジナル・アルバム未収録。 |
| 日本 | 夏から夏まで / ぜんまいじかけの嘘 | 1991年12月21日 | FUN HOUSE                       | 8cmCDシングル      | FHDF-1143              | |
| 日本 | 夏から夏まで / ぜんまいじかけの嘘 | 2020年6月3日   | USM JAPAN ⁄ UNIVERSAL MUSIC LLC | CD                 | UPCX-4251 (TDCD 91306) | デビュー・シングル『群衆の中で / 陽はまた昇る』からラスト・シングル『夏の別れ / 逢いたい』までを収録した全36枚組CD BOX『コンプリート・シングル・コレクションCD BOX』(UPCY-9918)の中の1タイトル。発表当時のアナログ7インチ・シングルのアートワークを再現した12cm紙ジャケット仕様CD。 |